# 고나카노정
고나카노정(小中野町)은 아오모리현 산노헤군에 존재했던 정이다. 현재의 하치노헤시에 해당한다.

## 연혁
- 1889년 4월 1일 - 정촌제 시행에 의해 산노헤군 오나카노촌이 촌제를 시행해, 고나카노촌을 발족하였다.
- 1924년 11월 10일 - 정제 시행해 코나카노정이 되었다.
- 1929년 5월 1일 - 미토군 하치노헤정, 미나토정, 사메촌과 합병해 하치노헤시를 신설해 소멸하였다.

## 참고문헌
- 『市町村名変遷辞典』東京堂出版、1990年。